# プルートの魔法のランプ
『プルートの魔法のランプ』（ぷるうとのまほうのらんぷ、原題：Pluto's Dream house）は1940年制作のアニメーション短編映画。ミッキーマウスの短編映画シリーズの一作品である。

## 公開データ
| 公開日 上映時間 | 1940年（昭和15年） | 8月30日      | アメリカ合衆国 | 7分 |
| サイズ          | カラー             | スタンダード |                |     |

## ストーリー
ミッキーは魔法のランプに理想の犬小屋を建てる事、プルートがお風呂に入る事を願うがラジオのアナウンスが妨害し、計画は失敗に終わる。

## キャスト
| キャラクター   | 原語版                 | 旧吹き替え版 | 新吹き替え版 |
| -------------- | ---------------------- | ------------ | ------------ |
| ミッキーマウス | ウォルト・ディズニー   | 後藤真寿美   | 青柳隆志     |
| プルート       | リー・ミラー           | リー・ミラー | リー・ミラー |
| 魔法のランプ   | ビリー・ブレッチャー   |              |              |
| ラジオの女性   | エルヴィア・オールマン |              |              |

## スタッフ
| 製作       | ウォルト・ディズニー                               |
| 脚本       | サミュエル・アームストロング、フランク・タシュリン |
| 音楽       | リー・ハーライン                                   |
| レイアウト | ジム・カーマイケル                                 |
| 助監督     | ドン・A・ダックウェル                              |
| 監督       | クライド・ジェロニミ                               |
| 制作       | ウォルト・ディズニー・プロダクション               |

## 映像ソフト化
- （日本語）『We Love プルート!!』（VHS）バンダイ、該当時間: 71分。
- （日本語、英語）『ミッキーマウス／カラー・エピソード Vol．2 限定保存版』（DVD）ウォルト・ディズニー・ジャパン、2004年9月17日、該当時間: 331分。